# 외계에서 온 우뢰매 2
"외계에서 온 우뢰매 2"는 서울동화프로덕션에서 제작된 SF 영화로, 감독은 김청기이다. 외계에서 온 우뢰매 후속작이다. 

## 스토리
형래와 아는 사이이자 여동생을 보살피는 소년가장인 최강우는 여동생 미란이를 위해 인형을 사려고했지만 돈이 모자르게 되자 고민에 빠지게 된다. 그런데 강우의 뇌리에서 우주 괴물들이 물건을 훔치라는 소리가 들리고 결국 강우는 절도를 하면서 도망치다가 달려오는 자동차에 치여 사고를 당하게 된다. 그러다가 우주괴물들에 의해서 조종을 받으며 박사들을 납치하는 역할을 하게 되는데.... 한편 형래는 오빠를 기다리는 미란이를 달래기 위해 강우의 집으로 찾아가게 된다.

## 상영정보
- 극장개봉 : 1986년 12월 20일
- 비디오 출시 : 1988년 11월 10일 (VHS, 백록비디오프로덕션)

## 등장인물

### 주인공
- 에스퍼맨(형래) : 심형래(성우 : 김환진)

엄 박사의 양아들. 보미의 친구. 최강우와 아는 사이인데, 나쁜 사이와 같다. 전편과 마찬가지로 보통 때는 맹하고 둔해보이는 성격이라 주변으로부터 놀림을 받지만 에스퍼맨으로 변신할 때는 반대로 강인하고 불의에 맞서싸우는 용사가 된다. 이번 편부터 에스퍼팬 후시녹음 성우가 김환진으로 변경되었다.
- 데일리 : 송금란(성우 : 김정애)

전편에서 우뢰매를 타고 외계에서 온 여성. 이후로는 에스퍼맨을 보조하기 위해 지구에 머물고 있으며 생명을 잃은 에스퍼맨을 대신해 죽음에 이르게 되지만 하늘의 축복으로 되살아난다.

### 형래 주변 인물
- 엄 박사 : 엄용수

형래의 양부. 보미와 차돌의 아버지. 형래의 친아버지인 심 박사의 친구이자 동료로 제트비행기 사고로 심 박사가 사망하면서 전편에서 그의 아들 형래를 키우게 된다. 강우의 명령으로 납치하자, 결국 에스퍼맨을 도우게 된다.
- 김 여사 : 정미영

보미와 차돌의 어머니. 이 세상에서 하나만 믿고 살아가지만 자부심이 대단하다.
- 엄보미 : 우윤아 (성우 : 송연희)

엄 박사의 딸. 덤벙이의 친구. 형래와 같이 살고있다.
- 엄차돌 : 유민

엄 박사의 아들. 형래를 친형처럼 대해준다.

### 그 외 인물
- 덜렁이 : 김명덕

형래의 친구. 보미와 같은 친한 사이였으며, 삼삼이와 동일한 사람이었다.
- 물렁이 : 김상호

덤벙이의 꼬봉정도는 보이고, 멍청하고 느릿느릿한 캐릭터다.
- 조경환 : 장인한

물리학 박사. 강우의 의해 납치를 당한다. 납치전에도 강직하게 할말을 다하고 납치당하는 두려움이 없다. 외계 3인 앞에서도 도깨비같은 놈들이라며 불호령을 내렸다.
- 최강호 : 왕룡

미란의 오빠. 고아인 상태로 동생 미란이를 돌보는 사는 소년가장이다. 미란에게 인형을 선물하기 위한 마음에 외계 3인의의 꼬임에 빠져 인형을 훔치다. 차에 치어 사망한다. 초능력을 부여 받고 부탄이란 이름으로 지구정복의 수준으로 활동하게 된다. 조 박사와 엄 박사 및 기타 박사를 납치를 담당하였다. 나중에 가서 차돌이 달려오는 모습을 보자 그를 미란이라 착각하고 최면이 풀려서 원래대로 돌아왔다.
- 최미란 : 김세희

강호의 여동생. 몸이 아퍼 집에서 누워 오빠를 기다리고 있다. 어려운 환경에도 강우에게 인형을 사달라고 할만큼 철없는 어린아이다.
- 외계 3인 : 김정하, 장팔, 허리김

우뢰매의 악당 중 가장 귀엽고 강한 인상을 남긴 악당들이다. 각각 적, 청, 녹색의 이미지를 가졌으며 악의 화신으로 강우를 이용해 자신들의 관점을 커버하고 있으며, 에스퍼맨을 죽음으로 몰 정도로 강한 초능력도 자랑한다. 에스퍼맨의 의해 죽음을 당한다.

## 제작진
- 제작: 김춘범
- 기획·총감독: 김청기
- 각본·각색: 채동근
- 촬영: 정운교
- 촬영부: 이석현, 임종호, 김성복
- 조명: 김강일
- 조명부: 박현원, 김영규, 염효성, 김재후, 최준호
- 편집: 박순덕
- 녹음효과: 김병수, 김경일
- 녹음·현상: 영화진흥공사
- 소품: 배정업
- 분장: 장인한
- 스틸: 양기주
- 조감독: 이한열
- 기록: 선우혜성, 이상화
- 애니메이션: 윤충국, 이의구
- 음악: 박형신
- 미술: 강세건
- 효과: 왕룡
- 선화: 장혜련, 방숙희
- 채화: 양미선, 이영선, 민혜진, 김호경
- 제작부장: 양근복
- 진행: 최동수, 장철수
- 제작: 김춘호프로덕션
- 배급: 서울동화프로덕션

## 협찬
- 뽀빠이과학, 월간새소년

## 메카닉, 그 외 무기

### 우뢰매
새 형태
- 무장 : 눈에서 광선이 나간다.

로봇 형태
- 무장 : 손에서 광선이 나간다.

### 외계 3인
외계 3인의 초능력으로 움직이게 된 장난감 (탱크, 자동차 외)
- 무장 1: 광선이 나간다.
- 무장 2: 눈과 손 등에서 광선이 나간다.

### 최강우
- 무장 1: 눈이나 손에서 광선이 나간다.
- 무장 2: 발차기 기술도 예술이다.

## 사운드 트랙
1987년에 발매한 외계에서 온 우뢰매 2 OST는 박형신이 참가하였다. 아세아레코드에서 만들었으나, 2탄에서 아주 흥행작을 높였다.
1. 외계에서 온 우뢰매
2. 강변 놀이터에서
3. 외계인의 등장 (강우 변신)
4. 강우의 행방
5. 오빠를 기다리는 미란이
6. 우뢰매의 축소
7. 슬픔속에 미란
8. 외계인과 도시파괴
9. 에스퍼맨 나타나다
10. 엄박사를 납치하라
11. 우뢰매
12. 오빠생각

## 같이 보기
- 우뢰매 시리즈